# Where Is the Love?
Where Is the Love? (pol. Gdzie jest ta miłość) – singiel amerykańskiej grupy muzycznej Black Eyed Peas, pochodzący z jej trzeciego albumu studyjnego Elephunk. 16 czerwca 2003 został wydany jako pierwszy promujący tę płytę.
Piosenka została nagrana z nową członkinią zespołu Fergie. W utworze gościnnie udziela się Justin Timberlake. Utwór dotarł do ósmego miejsca na Billboard Hot 100 i znalazł się na szczycie list przebojów w Australii, Irlandii i Wielkiej Brytanii, gdzie był najlepiej sprzedającym się singlem w roku 2003. Podczas 46. dorocznego rozdania Nagród Grammy, zespół wraz z Justinem Timberlakiem zdobył dwie z nich, w kategorii Record of the Year (Nagranie roku) i BestRap / Sung Collaboration (Najlepsza kolaboracja).
Wideoklip do utworu został nakręcony we wschodniej części Los Angeles. Przedstawia on zespół który wraz z wieloma innymi ludźmi dookoła pyta, gdzie naprawdę jest miłość. Sam Timberlake nie wziął udziału w nagrywaniu teledysku, ponieważ w tamtym czasie promował swój debiutancki album Justified, jednak kilka osób w klipie jest widzianych z jego perspektywy.

## Lista utworów

### Singel CD
1. "Where Is the Love?" - 4:25
2. "Sumthin for That A*s" - 3:53

### Maxi CD
1. "Where Is the Love?" - 4:35
2. "Sumthin for That A*s" - 3:53
3. "What’s Goin Down" - 2:43
4. "Where Is the Love?" (wideoklip)